# دامه شبريفالد
دائرة دهمه-شبريفالد أو دهمي سبريوالد هي دائرة إدارية تقع في ولاية براندنبورغ في ألمانيا. تحدها من الشرق والجنوب دوائر أودر-شبريه، شبريه-نيزه، أوبرشبريفالد-لاوزيتس، إلبه-إيستره وتلتوف-فليمينغ، ومن الشمال مدينة برلين.

## التاريخ
كانت منطقة شبريفالد دائمًا مركزًا للثقافة الصوربية. في العصور الوسطى، كانت مدينتا لوبن ولوككو عاصمتين متعاقبتين لمرغريفية لوساتيا السفلى. منذ عام 1815 أصبحت لوساتيا السفلى جزءًا من بروسيا. وخلال القرن التاسع عشر، ظلت المنطقة زراعية بشكل كبير، مع بعض التمدن الذي حدث فقط في الشمال القريب من برلين.
عندما تم تأسيس ولاية براندنبورغ حديثًا في عام 1990، تم إنشاء مناطق لوبن، لوككو وكونيغس فوسترهاوزن. وفي عام 1993، تم دمج المناطق الثلاث.

## الجغرافيا
يدخل نهر شبريه منطقة دهمه-شبريفالد من الجنوب الشرقي ويغادرها إلى الشمال الشرقي. المناطق المشجرة على ضفافه تُعرف باسم شبريفالد. وتعد شبريفالد الجزء الغربي الأقصى من منطقة لوزاتيا. تستقبل مدينتا لوبن ولوبيناو العديد من السياح سنويًا، حيث توفران رحلات بالقوارب وإجازات هادئة في طبيعة شبريفالد الجميلة.
نهر دهمه هو أحد روافد نهر شبريه. يشكل النهر العديد من البحيرات في الجزء الشمالي من المنطقة. يغادر نهر دهمه المنطقة باتجاه برلين، حيث يُستخدم أحيانًا لسباقات القوارب، وفي النهاية يلتقي بنهر شبريه.

## الديموغرافيا
- تطور السكان منذ عام 1875 ضمن الحدود الحالية (الخط الأزرق: السكان؛ الخط المتقطع: مقارنة بتطور سكان ولاية براندنبورغ)
- التطور السكاني الأخير والتوقعات المستقبلية (التطور السكاني قبل تعداد 2011 (الخط الأزرق)؛ التطور السكاني الأخير وفقًا لتعداد ألمانيا 2011 (الخط ذو الحدود الزرقاء)؛ التوقعات الرسمية للفترة 2005-2030 (الخط الأصفر)؛ للفترة 2014-2030 (الخط الأحمر)؛ للفترة 2017-2030 (الخط القرمزي)

قالب:تعداد سكان تاريخي

## شعار النبالة
يظهر شعار النبالة:
- في الأعلى على اليسار: الثور الذي يمثل الحيوان الرمزي لمنطقة لوزاتيا.
- في الأعلى على اليمين: النسر الذي يمثل الحيوان الرمزي لولاية براندنبورغ.
- في الأسفل: التاج الذي يرمز إلى نزل الصيد الملكي السابق لملوك بروسيا، والذي كان في كونيغس فوسترهاوزن.

## المدن والبلديات
| المدن المستقلة | الوحدات الإدارية | |
| --- | --- | --- |
| 1. كونيغس فوسترهاوزن 2. لوبن (شبريفالد) – لوبين 3. لوككو 4. ميتينوالده 5. فيلداو بلديات مستقلة 1. بيستنزيه 2. آيشفالد 3. هايدبليك 4. هايدزيه 5. ماركيشه هايده 6. شونيفلد 7. شولتزندورف 8. تسويثين | 1. ليبيروزه/أوبرشبريفالد 1. آلت تساوشه-فوسفيرك – ستارا نيفا-فوزفيريك 2. بيهليغوره-بيهلبن – بيلا غورا-بيبلين 3. يامليتز 4. ليبيروزه1, 2 5. نوي تساوشه – نوا نيفا 6. شفيلوخزيه 7. شبريفالدهايده 8. شترابيتز – تشوبتس 2. شنكنلينتشن 1. غروس كيريس 2. هالبه 3. ماركيش بوخولتس2 4. مونشههوفه 5. شفيرين 6. تويبتس1, 2 | 3. أونترشبريفالد 1. بيرشتلاند 2. درانزدرُف 3. غولسن1, 2 4. كازل-غولزيغ 5. كراوسنيك-غروس فاسربورغ 6. ريتسنويندورف-شتاكاو 7. شليبزيغ 8. شونفالد 9. شتاينرايش 10. أونترشبريفالد |
| 1مقر الوحدة الإدارية؛ 2مدينة | | |

## وصلات خارجية
- (الألمانية: ألمانية)
- موقع شبريفالد السياحي (الألمانية: ألمانية)
- محمية شبريفالد الحيوية (الألمانية: ألمانية)

قالب:دوائر ألمانيا براندنبورغ
52°2′N 13°54′E / 52.033°N 13.900°E